# Mozilla Application Suite
Mozilla Application Suite (първоначално Mozilla, кодово име Seamonkey) е комплект програми за работа с интернет, включващ браузър, редактор за HTML и клиенти за е-поща и IRC. Комплектът е с отворен код и работи под Microsoft Windows, Linux, Mac OS, Unix и други системи. Началото на проекта е поставено през 1998 година от Netscape Communications, които освобождават основната част от програмния код на своя пакет Netscape Communicator. През 2005 г. поддръжката на пакета е прекратена, но отделните програми продължават да се развиват самостоятелно.